# نيك فان إكسل
نيك فان إكسل (بالإنجليزية: Nick Van Exel)‏ مواليد 27 نوفمبر 1971 في كينوشا، هو لاعب كرة سلة أمريكي سابق أصبح مدرباً بدأ مسيرته الاحترافية في سنة 1993. يبلغ طوله 6 قدم 1 بوصة (1.9 م). اعتزل اللعب في 2006.

## فرق لعب لها
- لوس أنجلوس ليكرز
- دنفر ناغتس
- دالاس مافيريكس
- غولدن ستايت ووريورز
- بورتلاند ترايل بلايزرز
- سان أنطونيو سبرز

## روابط خارجية
- نيك فان إكسل على موقع إن بي أي (الإنجليزية)
- نيك فان إكسل على موقع سبورتس رفرنس (الإنجليزية)
- نيك فان إكسل على موقع كرة السلة الأوروبية.كوم (الإنجليزية)
- نيك فان إكسل على موقع إي إس بي إن.كوم (الإنجليزية)
- نيك فان إكسل على موقع كلية كرة السلة في سبورتس رفرنس.كوم (الإنجليزية)
- نيك فان إكسل على موقع ريلجم (الإنجليزية)
- نيك فان إكسل على موقع بروبوليرز (الإنجليزية)
- نيك فان إكسل على موقع سبورتس رفرنس (الإنجليزية)